# Heather Fuhr
Heather Fuhrr (Edmonton, 19 januari 1968) is een professioneel Canadese triatlete en een van de beste vrouwelijk hardloopsters die de triatlon-sport kent. In 1997 won ze Ironman Hawaï. Verder won ze de Ironman USA in 1999, 2001-2003 en 2005. Ze is getrouwd met Roch Frey.

## Titels
- Wereldkampioene triatlon op de Ironman-afstand - 2004

## Belangrijke prestaties

### triatlon
- 1992: 29e WK olympische afstand in Huntsville - 2:12.27
- 1992: 12e Ironman Hawaï - 9:59.21
- 1993: 24e WK olympische afstand in Manchester - 2:13.01
- 1993: 6e Ironman Hawaï - 9:31:46
- 1995:  Ironman Japan[1]
- 1996:  Ironman Japan[1]
- 1996: 7e Ironman Hawaï - 9:31.34
- 1997:  Ironman Japan[1]
- 1997:  Ironman Switzerland
- 1997:  Ironman Hawaï - 9:31.43
- 1998:  Ironman Brasil[1]
- 1998:  Ironman Switzerland
- 1998: 5e Ironman Hawaï - 9:42.55
- 1999:  Ironman Brasil[1]
- 1999:  Ironman USA Lake Placid - 9:51.38
- 1999: 8e Ironman Hawaï - 9:40.39
- 2000:  Ironman Europe in Roth
- 2000:  Ironman California - 9:59.24
- 2001: DNF Ironman California
- 2001:  Ironman USA Lake Placid - 9:31.11
- 2001: 9e Ironman Hawaï - 10:00.58
- 2002: 48e overall Ironman Australia - 9:29.29
- 2002: 54e overall Ironman 70.3 California - 4:22.14
- 2002:  Ironman USA Lake Placid - 9:43.12
- 2002: 4e Ironman Hawaï - 9:29.58
- 2003:  Ironman 70.3 California - 4:39.29
- 2003: 49e overall Wildflower Long Course - 4:52.18
- 2003:  Ironman USA Lake Placid - 9:51.55
- 2003: 4e Ironman Hawaï - 9:19.02
- 2004: 54e overall Ironman 70.3 California - 4:37.40
- 2004: 23e overall Ironman 70.3 St. Croix - 4:50.08
- 2004: 35e overall Florida Half Ironman - 4:27.41
- 2004:  Ironman USA Lake Placid - 9:38.39
- 2004:  Ironman Hawaï - 9:56.19
- 2005: 6e overall Ironman 70.3 Hawaii - 4:34.10
- 2005:  Ironman USA Lake Placid - 9:45.06
- 2005: 27e Ironman Hawaï - 10:03.06
- 2006:  Ironman Japan - 9:47.17
- 2006: DNF Ironman Florida
- 2006: DNF Ironman Hawaï
- 2007:  Ironman Canada - 9:49.36

1978 geen vrouwen ·
1979 Lyn Lemaire (enige vrouw) ·
1980 Robin Beck ·
1981 Linda Sweeney ·
1982 (feb.) Kathleen McCartney ·
1982 (okt.) Julie Leach ·
1983 Sylviane Puntous ·
1984 Sylviane Puntous ·
1985 Joanne Ernst ·
1986 Paula Newby-Fraser ·
1987 Paula Newby-Fraser ·
1988 Erin Baker ·
1989 Paula Newby-Fraser ·
1990 Erin Baker ·
1991 Paula Newby-Fraser ·
1992 Paula Newby-Fraser ·
1993 Paula Newby-Fraser ·
1994 Paula Newby-Fraser ·
1995 Karen Smyers ·
1996 Paula Newby-Fraser ·
1997 Heather Fuhr ·
1998 Natascha Badmann ·
1999 Lori Bowden ·
2000 Natascha Badmann ·
2001 Natascha Badmann ·
2002 Natascha Badmann ·
2003 Lori Bowden ·
2004 Natascha Badmann ·
2005 Natascha Badmann ·
2006 Michellie Jones ·
2007 Chrissie Wellington ·
2008 Chrissie Wellington ·
2009 Chrissie Wellington ·
2010 Mirinda Carfrae ·
2011 Chrissie Wellington ·
2012 Leanda Cave ·
2013 Mirinda Carfrae ·
2014 Mirinda Carfrae ·
2015 Daniela Ryf ·
2016 Daniela Ryf ·
2017 Daniela Ryf ·
2018 Daniela Ryf ·
2019 Anne Haug